# عضلة مثنية عميقة للأصابع
العضلة المثنية العميقة للأصابع (باللاتينية: Musculus flexor digitorum profundus) في علم تشريح الإنسان، هي أحد عضلات الطرف العلوي.